# ㅘ
ㅘ – samogłoska należąca do grupy pisma hangul, do oznaczenia spółgłoski półotwartej wargowo-miękkopodniebiennej i przymkniętej tylnej zaokrąglonej [wa]. Według transkrypcji McCune’a-Reischauera samogłoska brzmi "oe".